# Francis Johnson (compositeur)
Pour les articles homonymes, voir Francis Johnson et Johnson.
Francis Johnson (né le 16 juin 1792 et mort le 6 avril 1844) est un musicien et compositeur américain du Antebellum South.
Les compositeurs afro-américains sont alors rares aux États-Unis, mais Francis Johnson compte parmi l'un des seuls ayant du succès. Il performe en tant que virtuose au clairon et au violon. Il compose plus de 200 pièces de différents genres allant de chansons du Minstrel show, à des marches patriotiques, des ballades, des cotillons, des quadrilles, des quicksteps, etc. Seuls les manuscrits et les transcriptions au piano ont survécu jusqu'à aujourd'hui.
Francis Johnson est le premier compositeur afro-américain, dont l'œuvre est publiée sous forme de partitions. Il est aussi le premier Afro-Américain à donner des concerts publics et à participer à des concerts racialement intégrés aux États-Unis. Il dirige le premier ensemble musical à se produire à l’étranger, et introduite le style The Proms aux États-Unis.
Il met en musique le poème The Grave of the Slave de Sarah Louisa Forten Purvis en 1831 et la chanson est souvent utilisée comme hymne lors de rassemblements anti-esclavagistes.